# Claudia María Sterling Posada
Claudia María Sterling Posada (Bogotá, Colombia, 4 de octubre de 1970) es una abogada, catedrática, columnista, crítica literaria y empresaria, ganadora de la distinción internacional "Chambers, Mujer en el Derecho" entregada por la organización Chambers&Partners en la categoría de inclusión e igualdad de género convirtiéndose en la primera mujer colombiana en recibir dicho galardón.

## Biografía
Claudia María es abogada de la Facultad de Jurisprudencia de la Universidad del Rosario en Bogotá con especialización en Derecho de Seguros y Seguridad Social de la Universidad de La Sabana (Bogotá), postgrado internacional en Creatividad y Comunicaciones de la ONU y Maestría en Literatura Española e Hispanoamericana en la Universidad de Barcelona (España).  
Es fundadora de la Junta directiva del Colegio Colombiano del Derecho Médico, del Gremio Colombiano de Experiencia del Cliente y de Mpodera, un movimiento de mujeres líderes en el sector salud. 
Durante 18 años fue Vicepresidente Jurídica del Grupo Salud Total, posteriormente Vicepresidente de Asuntos Legales y Vicepresidente de Asuntos Corporativos y Comunicativos de Farmacias Cruz Verde alternando su labor como catedrática en varias especializaciones en las Universidades Javeriana, del Rosario y la Sabana en Bogotá, Colombia.
En 2022 se convertiría en la primera mujer del sector salud en llegar a la Junta Directiva de FENALCO durante el marco del Congreso Internacional de Libertades Económicas y el Rol del Empresario que reconoce la importancia del papel de las mujeres en diversos cargos directivos del país. 